# ردود الفعل على موت أسامة بن لادن

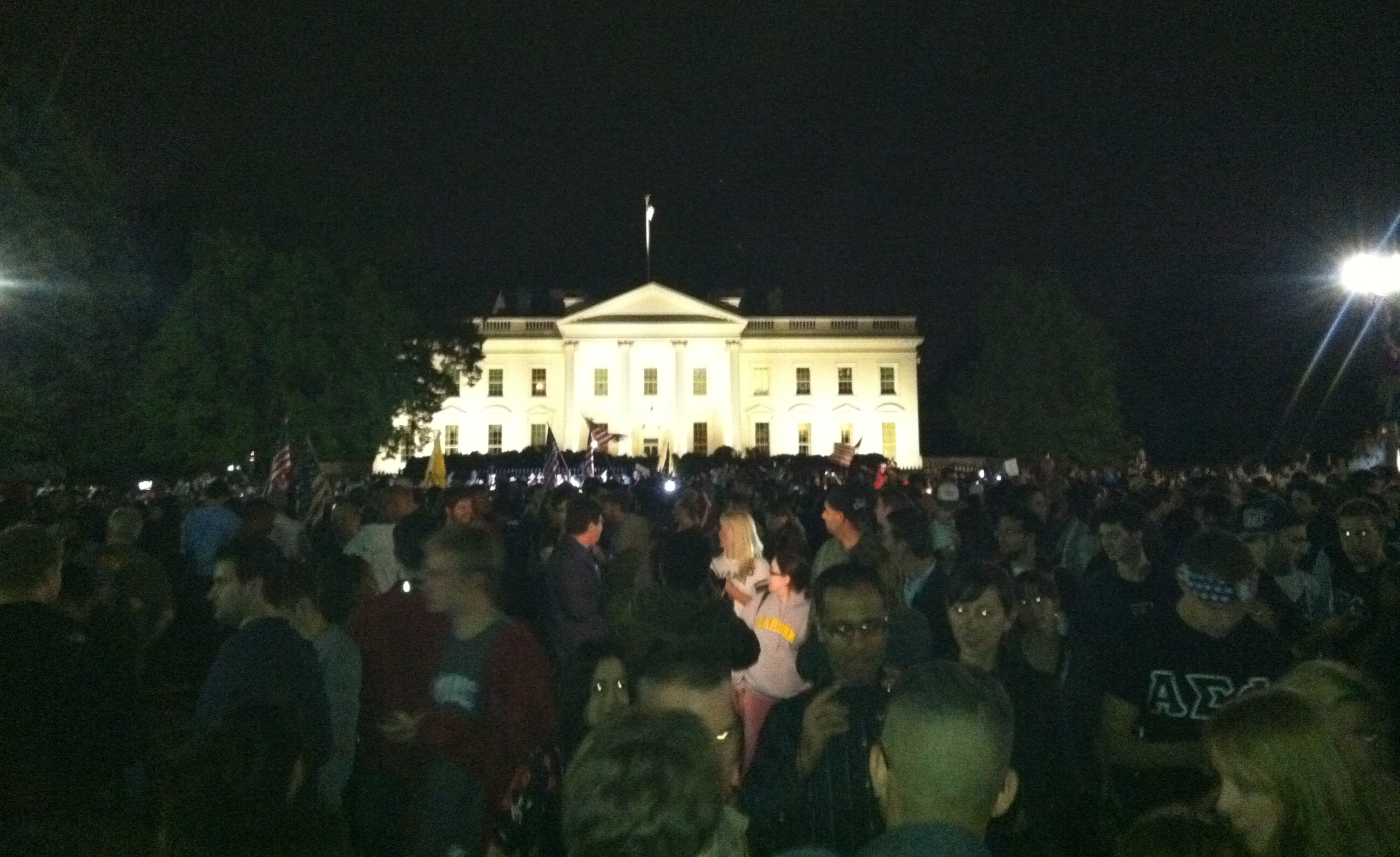
الأمريكيون يحتفلون أمام البيت الأبيض

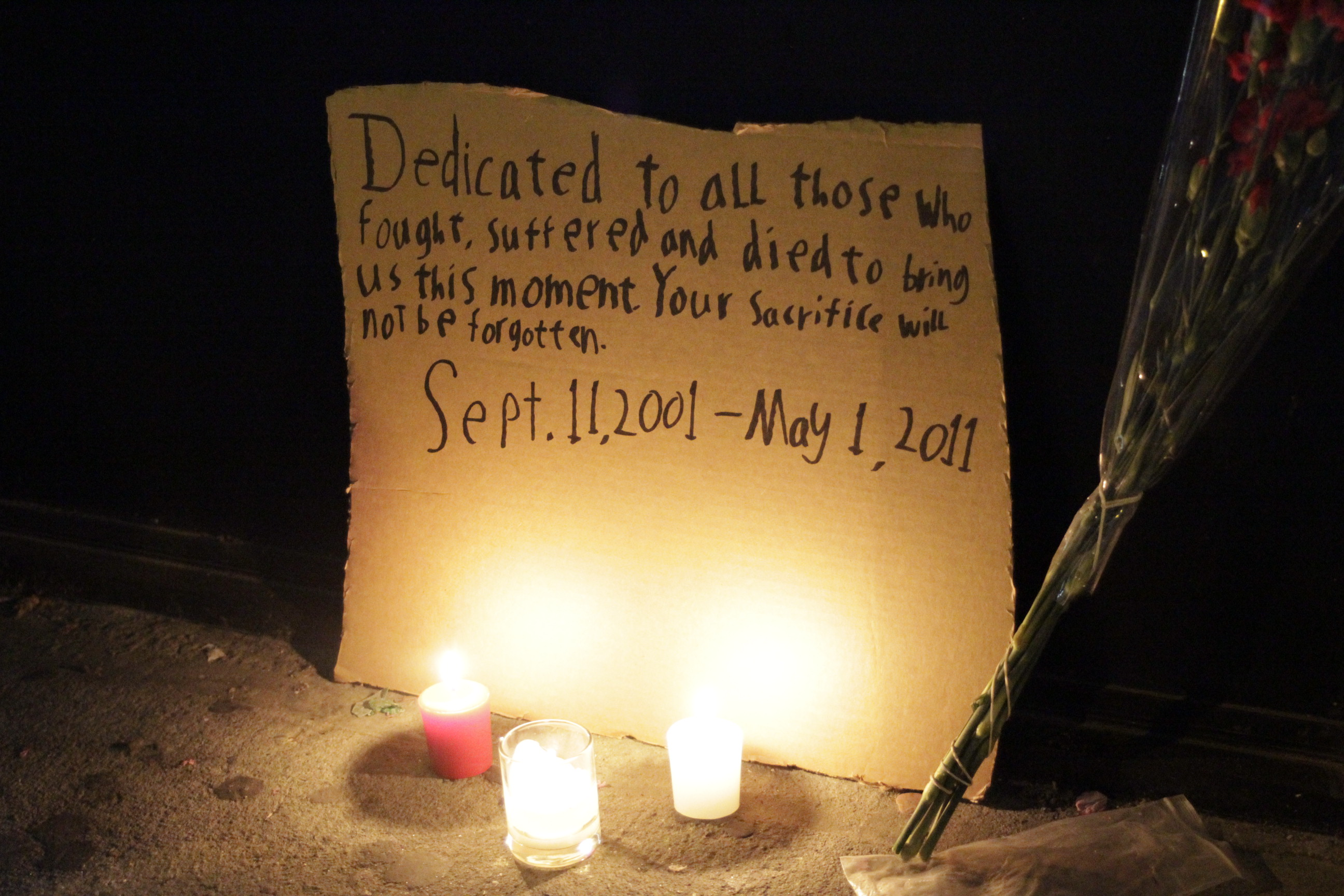
نصب تذكاري في موقع مركز التجارة العالمي في 1 مايو 2011، عندما أعلن وفاة أسامة بن لادن

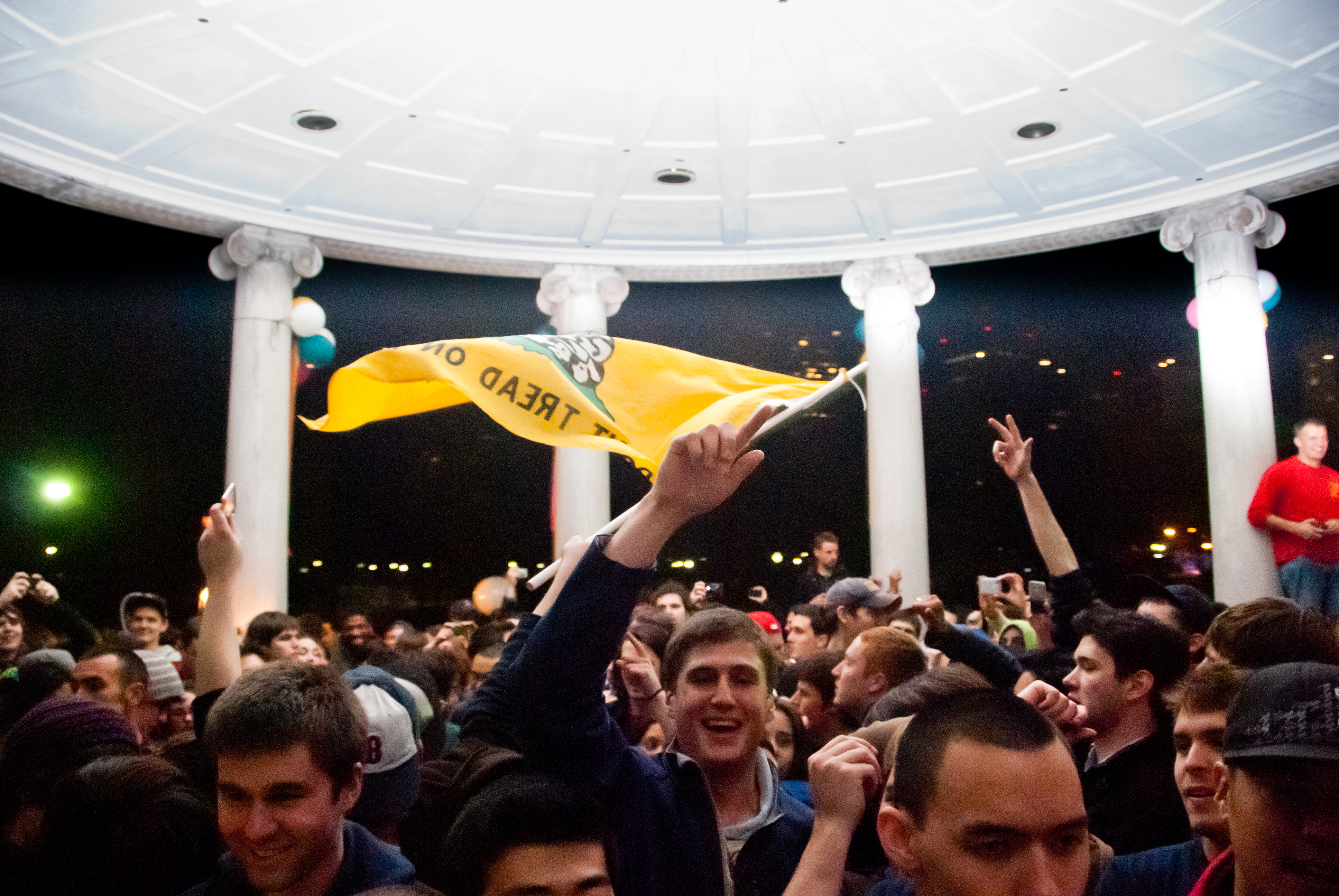
الاحتفال بعلم غادسدن، في الصباح الباكر، 2 مايو 2011، بعد ساعات من إعلان الرئيس أوباما وفاة أسامة بن لادن

في الأول من مايو 2011، أكد الرئيس الأميركي باراك أوباما أن زعيم تنظيم القاعدة أسامة بن لادن قُتِل في مجمعه في أبوت آباد، شمال شرق باكستان. وقد قوبلت وفاة بن لادن بالترحيب في معظم أنحاء العالم بوصفها نهاية مناسبة لشخصية ألهمت إراقة الدماء على نطاق واسع، ونقطة تحول إيجابية وهامة في الكفاح ضد القاعدة والجماعات المرتبطة بها. وكان من بين الذين رحبوا بها الأمم المتحدة و‌الاتحاد الأوروبي و‌منظمة حلف شمال الأطلسي وبعض الدول في آسيا وأفريقيا وأوقيانوسيا وأمريكا الجنوبية والشرق الأوسط، بما في ذلك اليمن و‌لبنان و‌السعودية و‌الهند و‌إسرائيل و‌إندونيسيا و‌الصومال و‌الفلبين و‌تركيا و‌العراق و‌أستراليا و‌الأرجنتين و‌الجمهورية الليبية المتمردة.
بيد أن قتله أدانته إدارة حماس في قطاع غزة و‌الإخوان المسلمون و‌طالبان. فقد رأت إيران وجماعة الإخوان المسلمين أن وفاة بن لادن أزالت «العذر الأخير» لبقاء القوات الغربية في الشرق الأوسط، وحثتهم على الانسحاب. وكشف رصد المواقع الجهادية على شبكة الإنترنت بعد وفاة بن لادن، بواسطة موقع وكالة الاستخبارات SITE، عن تشجيع الهجمات ردا على قتله.

## الولايات المتحدة
حتى قبل الإعلان الرسمي، تجمعت الحشود بشكل عفوي للاحتفال خارج البيت الأبيض، حيث تجمع الآلاف. كما تجمع المئات من سكان نيويورك في تايمز سكوير وفي غراوند زيرو، موقع الهجمات الإرهابية في 11 سبتمبر 2001. في ديربورن، ميشيغان، وهي ضاحية من ضواحي ديترويت مع عدد كبير من السكان المسلمين والعرب، تجمع حشد صغير خارج قاعة المدينة للاحتفال، والعديد منهم من أصل شرق أوسطي. منذ بداية ونهاية خطاب أوباما، تم إرسال 4000 تغريدة في الثانية على تويتر.

## باكستان
عقب وفاة بن لادن، عقد الرئيس آصف علي زرداري محادثات طارئة مع رئيس الوزراء يوسف رضا جيلاني ورؤساء الأمن في إسلام آباد. قال جيلاني: «لن نسمح باستخدام أراضينا ضد أي بلد آخر للإرهاب ولذلك أعتقد أنه انتصار عظيم، إنه نجاح وأنا أهنئ نجاح هذه العملية.» لاحقاً (جيلاني) لام العالم على فشلهم في القبض على (بن لادن).
في اليوم التالي للهجوم، وبخت الحكومة الباكستانية الولايات المتحدة، قائلة إن الولايات المتحدة قد اتخذت «إجراء أحادي الجانب غير مصرح به» لن يتم التسامح معه في المستقبل. وقالت وزارة الخارجية كذلك: «لا يشكل هذا الحدث سابقة مستقبلية لأي دولة، بما في ذلك الولايات المتحدة.»
انتقد الرئيس الباكستاني السابق برويز مشرف العملية، قائلا: «إن قدوم أمريكا إلى أراضينا واتخاذ إجراءات هو انتهاك لسيادتنا، والتعامل مع العملية وتنفيذها [من قبل قوات الولايات المتحدة] أمر غير صحيح. الحكومة الباكستانية كان يجب أن تبقى على اطلاع».
في حديثه في نادي لاهور للصحافة، انتقد وزير الخارجية السابق شاه محمود قريشي الحكومة وطالب علنا كبار المسؤولين بتفسير للحادث. كما دعا الرئيس زرداري ورئيس الوزراء جيلاني إلى الاستقالة. واعتبر الغارة الأمريكية «عدوانًا غير مبرر»، وأضاف قريشي أنه بدلاً من مخاطبة الأمة خلال الأزمة، اختار زرداري بدلاً من ذلك كتابة مقال رأي في صحيفة أجنبية.
وقال لاعب الكريكيت الذي تحول إلى سياسي عمران خان إن باكستان «فقدت كرامتها واحترامها لذاتها» في أعقاب عملية أسامة وهاجم الحكومة والاستخبارات. «كانت الأسئلة الكبيرة التي بدأ الجميع بطرحها، والتي لم تكن هناك إجابات عليها، هي: من سمح للأمريكيين بالمجيء إلى باكستان وتنفيذ هذا الهجوم؟ وماذا حدث للجيش الباكستاني واستخباراته؟»

## الصين
قالت جمهورية الصين الشعبية مساء يوم الاثنين إن وفاة أسامة بن لادن كانت «معلماً بارزاً وتطوراً إيجابياً للجهود الدولية لمكافحة الإرهاب». وأبدت المتحدثة باسم وزارة الخارجية الصينية جيانغ يو هذه الملاحظات عندما طُلب منها التعليق على مقتل زعيم القاعدة. أيدت الصين باكستان وسط تساؤلات متزايدة في الولايات المتحدة حول ما إذا كانت البلاد متواطئة في إيواء أسامة بن لادن قائلة: «تصميم الحكومة الباكستانية على مكافحة الإرهاب قوي وأفعالها كانت قوية.» ناقش رئيس الوزراء الصيني ون جياباو هذه المسألة مع الولايات المتحدة في محادثات رسمية. وطلب من الولايات المتحدة احترام سيادة باكستان، والاعتراف بتضحياتها في الحرب ضد الإرهاب.

## وصلات خارجية
- Bin Laden Is Dead: The Reaction – slideshow by لايف (مجلة)
- On Social Media, Americans React To Bin Laden Death – report by الإذاعة الوطنية العامة